# Laperousea quindecimpunctata
Espèce
Synonymes
- Linyphia quindecimpunctata Urquhart, 1893

Laperousea quindecimpunctata est une espèce d'araignées aranéomorphes de la famille des Linyphiidae.

## Distribution
Cette espèce est endémique de Tasmanie.

## Publication originale
- Urquhart, 1893 : On new species of Tasmanian Araneae. Papers and Proceedings of the Royal Society of Tasmania, vol. 1892, p. 94-130.